# Kalmija
Kalmija (lovor ruža, lat. Kalmia), rod ljekovitih, vazdazelenih grmova iz porodice Ericaceae smješten u tribus Phyllodoceae. Postoji devet vrsta koje rastu po dijelovima Europe, Azije (sjeverna Rusija) i Sjevernoj Americi.
Poznatzije vrste su uskolisna kalmija (K. angustifolia) i širokolisna kalmija ili gorski lovor (K. latifolia), obje iz Sjeverne Amerike. Vrsta Loiseleuria procumbens (polegli odur), sinonim je za Kalmia procumbens.

## Vrste
1. Kalmia angustifolia L.
2. Kalmia buxifolia (P.J.Bergius) Gift & Kron
3. Kalmia cuneata Michx.
4. Kalmia ericoides Griseb.
5. Kalmia hirsuta Walter
6. Kalmia latifolia L.
7. Kalmia microphylla (Hook.) A.Heller
8. Kalmia polifolia Wangenh.
9. Kalmia procumbens (L.) Gift, Kron & P.F.Stevens ex Galasso, Banfi & F.Conti

## Sinonimi
- Ammyrsine Pursh
- Azalea L.
- Chamaecistus Oeder
- Chamaedaphne Catesby ex Kuntze
- Chamaeledon Link
- Dendrium Desv.
- Fischera Sw.
- Kalmiella Small
- Leiophyllum (Pers.) R.Hedw.
- Loiseleuria Desv.
- Tsutsusi Adans.

## Vanjske poveznice
|  | Zajednički poslužitelj ima još gradiva o temi Kalmia |
|  | Wikivrste imaju podatke o taksonu Kalmia             |